# LINDBERG VI
『LINDBERG VI』（リンドバーグ・シックス）は、日本のロックバンドであるLINDBERGの6枚目のオリジナル・アルバム。
1993年6月18日発売。発売元は徳間ジャパンのPUBLIC IMAGE RECORDSレーベル。

## 解説
前作『LINDBERG V』から1年1か月ぶりのオリジナル・アルバムで、14thシングル「会いたくて -Lover Soul-」と同時発売された。今までの路線とは打って変わって、歌詞がラブソング中心であるのと、様々な音を取り入れたポップに仕上がった楽曲が多いのが特徴である。メンバーは、これまでで最も理想的な形で制作できた作品と語っている。
初回は、黒いスリーブケースを使用していた。

## 収録曲
全作詞:渡瀬マキ
1. I LOVE YOU
  - 作曲:川添智久　編曲:LINDBERG・須貝幸生・神長弘一・井上龍仁

渡瀬マキがこの曲でファルセットに挑戦している。
2. 胸さわぎのAfter School
  - 作曲:平川達也　編曲:LINDBERG・井上龍仁

13枚目のシングル曲。進研ゼミCF曲。LINDBERGの2番目に大きいヒットとなった。特に表記はないが、アルバムヴァージョン。
3. SIDE By SIDE
  - 作曲:川添智久　編曲:LINDBERG・須貝幸生・神長弘一・井上龍仁
4. July Blue Rain
  - 作曲:小柳昌法　編曲:LINDBERG・須貝幸生・神長弘一
5. I can't live your life
  - 作曲:平川達也　編曲:LINDBERG・須貝幸生・神長弘一
6. TIME
  - 作曲:小柳昌法　編曲:LINDBERG・須貝幸生・神長弘一・井上龍仁
7. 君に吹く風
  - 作曲:平川達也　編曲:LINDBERG・須貝幸生・神長弘一

15枚目のシングル曲で、#9と両A面でシングルカットされた。
8. 会いたくて -Lover Soul-
  - 作曲:川添智久　編曲:LINDBERG・須貝幸生・神長弘一・井上龍仁

14枚目のシングル曲。AXIACF曲。
9. 想い出のWater Moon
  - 作曲:小柳昌法　編曲:LINDBERG・須貝幸生・神長弘一

15枚目のシングル曲。テレビ東京「TVチャンピオン」エンディング曲。#7と両A面でシングルカットされた。
10. お願い神様Dream Come True
  - 作曲:川添智久　編曲:LINDBERG・須貝幸生・神長弘一
11. Be My Valentine
  - 作曲:小柳昌法　編曲:LINDBERG・井上龍仁

13枚目のシングルのC/W曲。特に表記はないが、アルバムヴァージョン。
12. 念ずれば花開く
  - 作曲:平川達也　編曲:LINDBERG・須貝幸生・神長弘一

メンバー全員でLINDBERGについて歌ったお遊び的なソング。